# Gabriel Sîncrăian

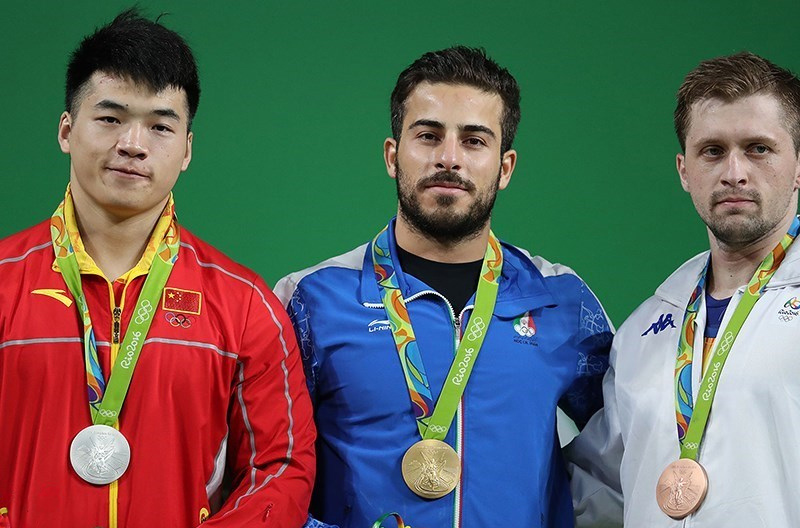
Gabriel Sîncrăian (rechts) bei den Olympischen Spielen 2016 in Rio de Janeiro

Gabriel Sîncrăian (* 21. Dezember 1988 in Cluj-Napoca) ist ein rumänischer Gewichtheber.

## Karriere
Sîncrăian war 2010 U23-Europameister im Reißen. Im selben Jahr nahm er auch zum ersten Mal an den Weltmeisterschaften der Aktiven teil, bei denen er in der Klasse bis 85 kg den siebten Platz erreichte. 2011 wurde er bei den Weltmeisterschaften Sechster. Bei den Europameisterschaften 2012 konnte Sîncrăian die Bronzemedaille gewinnen. Im selben Jahr nahm er an den Olympischen Spielen in London teil, bei denen ihm jedoch im Reißen kein gültiger Versuch gelang. 2013 wurde er bei den Europameisterschaften Vierter im Zweikampf und gewann Bronze im Reißen. Im Herbst wurde er allerdings bei einer Trainingskontrolle positiv auf Stanozolol getestet und für zwei Jahre gesperrt.
Nach seiner Doping-Sperre erreichte Sîncrăian bei den Weltmeisterschaften 2015 den fünften Platz. Bei den Olympischen Spielen 2016 in Rio de Janeiro gewann er die Bronzemedaille. Er bekam die Medaille jedoch wegen eines weiteren Dopingvergehens aberkannt.